# بوینووتسی
بوینووتسی (به بلغاری: Boynovtsi) یک منطقهٔ مسکونی در بلغارستان است که در شهرستان گابروو واقع شده‌است.